# Milan Harvalík
Milan Harvalík (* 16. srpna 1970) je český jazykovědec zaměřený na onomastiku. Působil v Ústavu pro jazyk český Akademie věd České republiky na pozici vedoucího oddělení onomastiky. Vedle toho býval též členem rady tohoto ústavu.

## Studia
Harvalík vystudoval v magisterském studiu na Filozofické fakultě Karlovy univerzity neučitelské obory český jazyk a literatura a ruský jazyk a literatura. Promoval v roce 1994. Následně dálkově pokračoval v doktorandském studiu na téže fakultě, kdy se zabýval českým jazykem se specializací na onomastiku a dialektologii. Studia dokončil v roce 2001 ziskem akademického titulu Ph.D. O rok později získal na Filozofické fakultě Univerzity Karlovy akademický titul doktora filozofie.

## Pracovní a odborné působení
V letech 1990 - 2016 působil v Ústavu pro jazyk český AV ČR. Nejprve jako pomocná vědecká síla, následně coby pracovník onomastického oddělení a od roku 2006 jako jeho vedoucí. Současně s tím byl od roku 1994 činný též v Ústavu českého jazyka a teorie komunikace na Filozofické fakultě Karlovy univerzity, kde vedl semináře z toponomastiky a antroponomastiky a také diplomové práce v tomto oboru. V letech 2005 - 2019 byl školitelem doktorského studia pro obor Český jazyk v rámci studijního programu Filologie na této fakultě. Poté, co mu nebyl v roce 2016 prodloužen pracovní poměr v Ústavu pro jazyk český, nastoupil v Jazykovedném ústavu Ľ. Štúra Slovenskej akadémie vied.[zdroj?]
K 11. březnu 2022 byl uváděn mezi členy Názvoslovné komise na Českém úřadu zeměměřickém a katastrálním (ČÚZK).
Je řešitelem či spoluřešitelem několika grantů v oblasti onomastiky a dále členem několika odborných institucí v České republice i v zahraničí. Působí také v redakčních radách českých (kupříkladu Acta onomastica) i zahraničních odborných časopisů zaměřených na onomastiku. Pořádal též vědeckou konferenci o onomastice v Praze a podílel se na pořádání konferencí v zahraničí (Banská Bystrica, Uppsala, Zadar a Pisa).

### Ocenění
V roce 2004 získal prémii Otto Wichterleho pro mladé vědecké pracovníky Akademie věd České republiky.

## Dílo
- HARVALÍK, Milan. Synchronní a diachronní aspekty české onymie. Praha: Academia, 2004.

- HARVALÍK, Milan. Słowiańska onomastyka. Warszawa - Kraków: Towarzystwo Naukowe Warszawskie, 2002. Kapitola Stav onomastiky, s. 97–100. (polsky)

- HARVALÍK, Milan. Namenarten und ihre Erforschung. Ein Lehrbuch für das Studium der Onomastik. Hamburg: Baar-Verlag, 2004. Kapitola Hofnamen, s. 415–425. (německy)

- HARVALÍK, Milan; MATÚŠOVÁ, Jana; OLIVOVÁ–NEZBEDOVÁ, Libuše; MALENÍNSKÁ, Jitka; MACKOVIČOVÁ, Martina. Slovník pomístních jmen v Čechách I (A). Praha: Academia, 2005. 112 s. ISBN 80-200-1248-6.

- HARVALÍK, Milan, a kolektiv. Index českých exonym. Standardizované podoby, varianty. Praha: Český úřad zeměměřický a katastrální, 2006.

- JANÁČ, Marek; TUMLÍŘ, Pavel; HARVALÍK, Milan. Divnopis. Praha: Radioservis, 2006.

- JANÁČ, Marek; TUMLÍŘ, Pavel; HARVALÍK, Milan. Divnopis 2. Praha: Radioservis, 2008.